# Hypagyrtis fidoniaria
Hypagyrtis fidoniaria är en fjärilsart som beskrevs av Walker 1866. Hypagyrtis fidoniaria ingår i släktet Hypagyrtis och familjen mätare. Inga underarter finns listade i Catalogue of Life.